# Championnat de Belgique de football 1927-1928
Navigation
Saison précédente Saison suivante
Le championnat de Belgique de football 1927-1928 est la 28e saison du championnat de première division belge. Son nom officiel est « Division d'Honneur ».
Le Royal Beerschot Athletic Club ne laisse pas le suspense s'installer et fait cavalier seule tout au long de la saison. Le club anversois enlève haut la main son cinquième titre national avec un écart record dans un championnat à 14 équipes de 11 points d'avance sur son dauphin, à nouveau le Standard CL.
Par contre, en bas de tableau, on assiste à un long chassé-croisé pour la désignation du second descendant aux côtés du Sporting Club Anderlechtois rapidement distancé. Quatre formations terminent à égalité de points en fin de saison. Comme aucun point de règlement ne fixe encore des critères de départage, un « barrage à quatre » est organisé. Le Royal Football Club Brugeois n'y marque pas le moindre point et est dès lors relégué après 25 saisons de présence consécutives parmi l'élite.
Ce cas de figure amène par la suite la fédération belge à introduire un critère de départage en cas d'égalité de points. Ce sera le « plus petit nombre de défaites concédées ».

## Clubs participants
Quatorze clubs prennent part à la compétition, autant que lors de l'édition précédente. Ceux dont le matricule est mis en gras existent toujours aujourd'hui.
| #  | Nom                                       | Mat. | Ville      | Stade                | En D1 depuis (série) | Total en D1 | Saison précédente |
| -- | ----------------------------------------- | ---- | ---------- | -------------------- | -------------------- | ----------- | ----------------- |
| 1  | Sporting Club Anderlechtois               | 35   | Anderlecht | Stade Émile Versé    | 1927-1928 (1re)      | 5e          | Division 1 : 2e   |
| 2  | Royal Antwerp Football Club               | 1    | Anvers     | Bosuilstadion        | 1901-1902 (22e)      | 27e         | 11e               |
| 3  | Royal Beerschot Athletic Club             | 13   | Anvers     | Kiel                 | 1907-1908 (16e)      | 22e         | 2e                |
| 4  | Berchem Sport                             | 28   | Berchem    | Grote Steenweg       | 1922-1923 (6e)       | 6e          | 5e                |
| 5  | Royal Cercle Sportif Brugeois             | 12   | Bruges     | Stade du CS Brugeois | 1899-1900 (24e)      | 24e         | 1er               |
| 6  | Royal Football Club Brugeois              | 3    | Bruges     | De Klokke            | 1898-1899 (25e)      | 26e         | 8e                |
| 7  | Daring Club de Bruxelles Société Royale   | 2    | Molenbeek  | Stade du Daring      | 1903-1904 (20e)      | 20e         | 4e                |
| 8  | Royal Racing Club de Bruxelles            | 6    | Uccle      | Vivier d'Oie         | 1926-1927 (2e)       | 27e         | 12e               |
| 9  | Association Royale Athlétique La Gantoise | 7    | Gentbrugge | Stade Jules Otten    | 1913-1914 (10e)      | 10e         | 9e                |
| 10 | Royal Racing Club de Gand                 | 11   | Gand       | Emmanuel Hielstadion | 1923-1924 (5e)       | 14e         | 7e                |
| 11 | Royal Standard Club Liège                 | 16   | Sclessin   | Stade de Sclessin    | 1921-1922 (7e)       | 12e         | 3e                |
| 12 | Liersche Sportkring                       | 30   | Lierre     | Lispersteenweg       | 1927-1928 (1re)      | 1re         | Division 1 : 1er  |
| 13 | Racing Club de Malines                    | 24   | Malines    | Antwerpsesteenweg    | 1925-1926 (3e)       | 10e         | 10e               |
| 14 | Union Saint-Gilloise Société Royale       | 10   | Forest     | Stade du Parc Duden  | 1901-1902 (22e)      | 22e         | 6e                |

### Localisations
| Anvers Liersche SK La Gantoise RC Gand RC Malines Bruxelles FC Brugeois CS Brugeois Standard |

#### Localisation des clubs bruxellois
les 4 cercles bruxellois sont :
(5) Daring CB SR
(6) SC Anderlechtois
(7) Union SG SR
(10) R. Racing CB

#### Localisation des clubs anversois
les 3 cercles anversois sont :
(1) Royal Antwerp Football Club
(2) Beerschot AC
(3) Berchem Sport

## Déroulement de la saison

### Le Beerschot fait la course en tête
Le R. Beerschot AC domine ce championnat de la tête et des épaules et occupe la tête du classement de la première à la dernière journée. En début de saison, les promus du Lierse et le Standard de Liège parviennent à s'accrocher aux anversois, les trois équipes se tenant en un point après six journées. Les lierrois s'effondrent ensuite complètement et ne marquent plus que trois points (une victoire et un partage) lors de leurs dix matches suivants, les mêlant durant deux semaines à la lutte pour le maintien. Lors de la douzième journée, programmée le 11 décembre 1927, a lieu le choc du championnat entre les deux premiers. Le Beerschot l'emporte largement 5-2 face au Standard et prend une avance de trois points sur son adversaire, ramenée à deux points la semaine suivante après le surprenant match nul sur le terrain d'Anderlecht, bon dernier. Dans leur sillage, après un début de championnat difficile (trois victoires et quatre défaites lors des sept premières journées), le Cercle de Bruges, champion en titre, revient à trois longueurs du Standard après la douzième journée.
Les écarts se maintiennent jusqu'à la 18e journée du championnat, disputée le 5 février 1928, qui voit les quatre premiers s'affronter. Le Standard, deuxième, est battu à Berchem, tandis que le Beerschot réduit les espoirs du Cercle de reconduire son titre en allant s'imposer largement 1-5 à Bruges. Les « groenzwart » alignent ensuite deux défaites et deux partages, perdant définitivement toute chance d'être champions. 
Le 22 avril marque un tournant décisif dans le championnat. Ce jour-là, la quinzième journée de compétition, reportée à cause des intempéries au début du mois de janvier, est reprogrammée. Le Standard s'incline sèchement 7-2 au Cercle de Bruges, pendant que dans le même temps, le Beerschot s'impose facilement 4-0 contre La Gantoise. Avec sept points d'avance sur les liégeois et seulement trois rencontres à disputer, les Kielmen ne peuvent plus être rejoints et sont sacrés champions. Comme pour mieux accentuer leur victoire, le duel entre les deux premiers, joué la semaine suivante, est remporté par le Beerschot. En fin de saison, le matricule 13 termine avec 11 points d'avance sur le Standard qui termine sur le podium pour la troisième saison de suite. Le R. CS Brugeois, champion en titre, complète le trio de tête, trois points derrière le club de Liège.

### Chassé-croisé pour le maintien
À la mi-championnat, le SC Anderlechtois est largué par les autres équipes et déjà condamné à la relégation, mathématiquement acquise à trois journées de la fin du championnat. La lutte reste par contre palpitante pour l'attribution du deuxième siège descendant. Quatre équipes se tiennent de très près. Le RC de Malines compte 13 points, soit deux de plus que le Daring CB SR. Derrière ces deux équipes, le R. Racing CB et le R. FC Brugeois sont à égalité à la douzième place avec 9 unités. Trois anciens champions de Belgique sont donc en difficulté avant d'entamer le second tour.
Le Club Brugeois prend le meilleur départ après la trêve et dépasse les trois clubs qui le précédent. Mais ensuite, les « Bleus et Noirs » marquent le pas, subissant trois revers de rang. Au soir du 18 mars 1928, le RC de Malines, qui vient de s'incliner 1-0 au R. FC Brugeois, totalise 18 points tout comme son vainqueur du jour. Le Daring en a un de moins, alors que le Racing CB est avant-dernier avec 15 points.
Le Racing bruxellois semble très mal embarqué quand, huit jours plus tard, il s'incline très lourdement (2-8) contre la lanterne rouge anderlechtoise. Les Daringmen, vainqueurs 2-4 au RC de Malines et les Brugeois, auteurs d'un partage 1-1 dans le derby face au Cercle, semblent prendre une avance décisive.
Lors des trois rencontres suivantes, le Racing de Bruxelles obtient deux victoires, 1-3 à Berchem Sport et 3-1 contre le FC Brugeois, séparées par une sévère défaite 6-1 à La Gantoise. À une journée de la fin, il revient à un point des malinois et deux du Daring et du FC Brugeois. Ces derniers et le Racing comptent néanmoins un match de retard.
La dernière journée voit le Racing de Malines s'imposer 5-1 contre le RC de Gand tandis que FC Brugeois est logiquement battu (4-0) par un Beerschot à nouveau champion. Le derby bruxellois entre le Racing et le Daring se solde par un partage un but partout. Le Racing et le FC Brugeois comptent deux points de retard sur les deux autres clubs menacés avant de jouer leur match d'alignement.
Le 15 mai 1928, le Racing Club de Bruxelles s'impose (4-0) contre le Racing de Gand et obtient un sursis. Le R. FC Brugeois remporte son duel contre Anderlecht (4-2), relégué depuis plusieurs semaines le 26 mai 1928.

### Barrage à quatre
Quatre équipes terminent donc ex aequo à la fin du championnat. Comme la fédération n'a pas prévu de critère pour départager de telles égalités, un mini-championnat à quatre est joué pour désigner le deuxième descendant. Les équipes se rencontrent une fois chacune, à chaque fois sur le terrain d'une autre équipe engagée dans ce barrage. Le Daring Club de Bruxelles se montre le plus fort et remporte ses trois matches. Le Racing Club de Malines et le Racing Club de Bruxelles se quittent sur un partage et disposent tous deux du Royal Football Club Brugeois. Ce dernier, avec trois défaites, termine dernier et est donc relégué en Promotion pour la première fois de son Histoire. Il quitte la Division d'Honneur après 25 saisons de présence ininterrompue, égalant le record du Racing CB.
La plus longue série en cours de présences de rang parmi l'élite belge devient alors celle du R. CS Brugeois (24 saisons) devant l'Antwerp et l'Union (22), puis le Daring (20).

## Résultats

### Résultats des rencontres
Avec quatorze clubs engagés, 182 matches sont au programme de la saison.
| Résultats (▼dom., ►ext.)                                   | AND | ANT | BEE | BER | CSB | FCB | DAR | RCB | LAG | RCG | LIE | RCM | STA | USG |
| SC Anderlechtois                                           |     | 1-2 | 2-2 | 1-2 | 3-3 | 2-4 | 3-2 | 2-1 | 1-6 | 1-2 | 0-1 | 4-0 | 3-5 | 0-1 |
| R. Antwerp FC                                              | 8-4 |     | 0-3 | 2-1 | 1-4 | 2-0 | 4-4 | 0-0 | 1-1 | 5-4 | 1-2 | 2-1 | 3-4 | 2-0 |
| R. Beerschot AC                                            | 5-0 | 3-1 |     | 7-2 | 5-1 | 4-0 | 1-0 | 3-0 | 4-0 | 5-1 | 3-0 | 4-1 | 5-2 | 2-0 |
| Berchem Sport                                              | 1-0 | 4-2 | 0-1 |     | 4-2 | 4-2 | 4-1 | 1-3 | 2-3 | 0-0 | 5-1 | 2-3 | 4-0 | 1-0 |
| R. CS Brugeois                                             | 5-1 | 3-1 | 1-5 | 1-0 |     | 1-1 | 8-1 | 3-1 | 4-2 | 2-1 | 3-2 | 2-3 | 7-2 | 3-0 |
| R. FC Brugeois                                             | 4-2 | 0-0 | 1-3 | 3-1 | 0-1 |     | 3-3 | 1-0 | 2-1 | 1-0 | 2-3 | 1-0 | 2-4 | 5-0 |
| Daring CB SR                                               | 3-1 | 3-5 | 1-1 | 0-0 | 0-1 | 2-3 |     | 4-3 | 2-0 | 3-2 | 3-0 | 2-0 | 0-3 | 0-0 |
| R. Racing CB                                               | 2-8 | 6-1 | 2-6 | 3-2 | 6-1 | 3-1 | 1-1 |     | 1-2 | 4-0 | 5-3 | 2-2 | 2-3 | 2-0 |
| ARA La Gantoise                                            | 5-1 | 2-3 | 2-3 | 1-1 | 1-4 | 4-2 | 1-3 | 6-1 |     | 3-1 | 0-0 | 3-2 | 3-3 | 4-1 |
| R. RC de Gand                                              | 4-1 | 1-1 | 2-3 | 5-0 | 4-1 | 5-1 | 3-0 | 2-0 | 1-0 |     | 3-2 | 1-4 | 2-2 | 4-2 |
| Liersche SK                                                | 3-1 | 3-1 | 1-2 | 0-1 | 1-3 | 3-0 | 3-1 | 2-2 | 5-1 | 4-0 |     | 3-1 | 1-0 | 1-0 |
| RC de Malines                                              | 4-2 | 3-3 | 1-2 | 2-4 | 3-0 | 3-1 | 2-4 | 2-1 | 5-2 | 5-1 | 6-1 |     | 1-2 | 3-4 |
| R. Standard CL                                             | 5-1 | 5-0 | 2-3 | 1-0 | 5-2 | 5-0 | 3-1 | 2-2 | 3-2 | 6-0 | 7-1 | 7-2 |     | 6-1 |
| Union St-Gilloise SR                                       | 2-1 | 2-1 | 3-0 | 1-3 | 2-3 | 3-3 | 3-0 | 0-0 | 2-3 | 4-0 | 3-2 | 5-0 | 7-3 |     |
| - Victoire à domicile - Match nul - Victoire à l'extérieur |     |     |     |     |     |     |     |     |     |     |     |     |     |     |

### Évolution du classement journée par journée
La seconde moitié du championnat est perturbée par des remises générales et ponctuelles, dues notamment aux mauvaises conditions climatiques durant l'hiver. Ainsi, la quinzième journée, programmée début janvier, est jouée le 22 avril, à l'exception de la rencontre Lierse-FC Brugeois qui est disputée le 12 février, juste avant la 20e journée. La 22e journée, prévue début mars, est disputée le 13 mai, après la dernière journée de compétition. Les 17 et 20 mai ont enfin lieu deux matches remis de la quatorzième journée de compétition.
| Club/Journée         | 1  | 2  | 3  | 4  | 5  | 6  | 7  | 8  | 9  | 10 | 11 | 12 | 13 | 14 | 15 | 16 | 17 | 18 | 19 | 20 | 21 | 22 | 23 | 24 | 25 | 26 |
| -------------------- | -- | -- | -- | -- | -- | -- | -- | -- | -- | -- | -- | -- | -- | -- | -- | -- | -- | -- | -- | -- | -- | -- | -- | -- | -- | -- |
| R. Beerschot AC      | 1  | 1  | 1  | 1  | 1  | 1  | 1  | 1  | 1  | 1  | 1  | 1  | 1  | 1  | 1  | 1  | 1  | 1  | 1  | 1  | 1  | 1  | 1  | 1  | 1  | 1  |
| R. Standard CL       | 9  | 6  | 4  | 2  | 3  | 3  | 2  | 2  | 2  | 2  | 2  | 2  | 2  | 2  | 2  | 2  | 2  | 2  | 2  | 2  | 2  | 2  | 2  | 2  | 2  | 2  |
| R. CS Brugeois       | 3  | 9  | 5  | 10 | 6  | 7  | 9  | 7  | 4  | 4  | 3  | 3  | 3  | 3  | 3  | 3  | 3  | 3  | 3  | 3  | 3  | 3  | 3  | 3  | 3  | 3  |
| Berchem Sport        | 2  | 5  | 8  | 6  | 5  | 5  | 4  | 6  | 10 | 6  | 5  | 6  | 5  | 5  | 4  | 4  | 4  | 4  | 4  | 4  | 4  | 4  | 4  | 4  | 4  | 4  |
| Liersche SK          | 7  | 3  | 2  | 3  | 2  | 2  | 3  | 3  | 3  | 3  | 4  | 4  | 6  | 8  | 9  | 10 | 6  | 9  | 6  | 6  | 5  | 5  | 6  | 5  | 6  | 5  |
| ARA La Gantoise      | 11 | 12 | 9  | 8  | 4  | 4  | 8  | 11 | 9  | 8  | 9  | 8  | 4  | 6  | 5  | 5  | 5  | 5  | 5  | 5  | 6  | 6  | 7  | 7  | 8  | 6  |
| R. Antwerp FC        | 8  | 4  | 7  | 12 | 13 | 12 | 11 | 12 | 12 | 11 | 11 | 10 | 9  | 4  | 6  | 6  | 8  | 8  | 9  | 8  | 7  | 7  | 5  | 6  | 5  | 7  |
| Union St-Gilloise SR | 6  | 2  | 6  | 11 | 7  | 8  | 5  | 4  | 5  | 7  | 8  | 7  | 8  | 10 | 10 | 9  | 11 | 12 | 12 | 12 | 12 | 11 | 8  | 9  | 9  | 8  |
| R. RC de Gand        | 5  | 8  | 3  | 4  | 8  | 10 | 12 | 13 | 13 | 13 | 12 | 12 | 11 | 11 | 12 | 11 | 12 | 10 | 10 | 9  | 10 | 12 | 9  | 8  | 7  | 9  |
| RC de Malines        | 14 | 13 | 11 | 13 | 11 | 13 | 10 | 9  | 7  | 5  | 6  | 5  | 7  | 7  | 8  | 8  | 9  | 7  | 7  | 7  | 8  | 10 | 12 | 12 | 12 | 10 |
| R. Racing CB         | 12 | 10 | 13 | 7  | 10 | 6  | 6  | 5  | 6  | 9  | 10 | 11 | 12 | 12 | 13 | 13 | 13 | 13 | 13 | 13 | 13 | 13 | 13 | 13 | 13 | 11 |
| Daring CB SR         | 13 | 11 | 12 | 9  | 12 | 11 | 13 | 10 | 8  | 10 | 7  | 9  | 10 | 9  | 7  | 7  | 10 | 11 | 11 | 11 | 11 | 8  | 11 | 11 | 10 | 12 |
| R. FC Brugeois       | 4  | 7  | 10 | 5  | 9  | 9  | 7  | 8  | 11 | 12 | 13 | 13 | 13 | 13 | 11 | 12 | 7  | 6  | 8  | 10 | 9  | 9  | 10 | 10 | 11 | 13 |
| SC Anderlechtois     | 10 | 14 | 14 | 14 | 14 | 14 | 14 | 14 | 14 | 14 | 14 | 14 | 14 | 14 | 14 | 14 | 14 | 14 | 14 | 14 | 14 | 14 | 14 | 14 | 14 | 14 |

### Classement final
| Rang | Équipe                   | Pts | J  | G  | N | P  | Bp | Bc | Diff |
| ---- | ------------------------ | --- | -- | -- | - | -- | -- | -- | ---- |
| 1    | R. BEERSCHOT AC          | 48  | 26 | 23 | 2 | 1  | 85 | 26 | +59  |
| 2    | R. Standard CL           | 37  | 26 | 17 | 3 | 6  | 90 | 55 | +35  |
| 3    | R. CS Brugeois T         | 34  | 26 | 16 | 2 | 8  | 69 | 55 | +14  |
| 4    | Berchem Sport            | 27  | 26 | 12 | 3 | 11 | 49 | 45 | +4   |
| 5    | Liersche SK              | 26  | 26 | 12 | 2 | 12 | 48 | 54 | -6   |
| 6    | ARA La Gantoise          | 24  | 26 | 10 | 4 | 12 | 58 | 58 | 0    |
| 7    | R. Antwerp FC            | 24  | 26 | 9  | 6 | 11 | 52 | 64 | -12  |
| 8    | Union Royale St-Gilloise | 23  | 26 | 10 | 3 | 13 | 46 | 52 | -6   |
| 9    | RC de Gand               | 23  | 26 | 10 | 3 | 13 | 49 | 60 | -11  |
| 10   | RC de Malines            | 22  | 26 | 10 | 2 | 14 | 59 | 65 | -6   |
| 11   | R. Racing CB             | 22  | 26 | 8  | 6 | 12 | 53 | 58 | -5   |
| 12   | Daring CB SR             | 22  | 26 | 8  | 6 | 12 | 44 | 58 | -14  |
| 13   | R. FC Brugeois           | 22  | 26 | 9  | 4 | 13 | 43 | 59 | -16  |
| 14   | SC Anderlechtois         | 10  | 26 | 4  | 2 | 20 | 46 | 82 | -36  |

Légende
- Champion de Belgique 1928
- Club participant au barrage pour le maintien
- Club relégué pour la saison suivante

Abréviations
T : Tenant du titre 1927

 : nouveau venu depuis la saison précédente

### Barrage pour désigner le second descendant
| Date             | Match                        | Résultat | Stade             |
| ---------------- | ---------------------------- | -------- | ----------------- |
| 17 juin 1928     | Daring CB SR-R. Racing CB    | 2-0      | Antwerpsesteenweg |
| 17 juin 1928     | R. FC Brugeois-RC de Malines | 0-4      | Stade du Daring   |
| 24 juin 1928     | Daring CB SR-RC de Malines   | 2-1      | De Klokke         |
| 24 juin 1928     | R. FC Brugeois-R. Racing CB  | 1-2      | Stade du Daring   |
| 1er juillet 1928 | R. Racing CB-RC de Malines   | 2-2      | Stade du Daring   |
| 1er juillet 1928 | Daring CB SR-R. FC Brugeois  | 3-1      | Antwerpsesteenweg |

#### Classement du barrage
| Rang | Équipe         | Pts | J | G | N | P | Bp | Bc | Diff |
| ---- | -------------- | --- | - | - | - | - | -- | -- | ---- |
| 1    | Daring CB SR   | 6   | 3 | 3 | 0 | 0 | 7  | 2  | +5   |
| 2    | RC de Malines  | 3   | 3 | 1 | 1 | 1 | 7  | 4  | +3   |
| 3    | R. Racing CB   | 3   | 3 | 1 | 1 | 1 | 4  | 5  | -1   |
| 4    | R. FC Brugeois | 0   | 3 | 0 | 0 | 3 | 2  | 9  | -7   |

### Meilleur buteur
Raymond Braine (R. Beerschot AC) avec 35 buts. Il est le quatorzième joueur belge différent à être sacré meilleur buteur de la  plus haute division belge.

#### Classement des buteurs
Le tableau ci-dessous reprend les 29 meilleurs buteurs du championnat, soit les joueurs ayant inscrit dix buts ou plus durant la saison.
| #   | Pays | Joueur                  | Club                    | Buts | Matches joués |
| --- | ---- | ----------------------- | ----------------------- | ---- | ------------- |
| 1.  |      | Raymond Braine          | R. Beerschot AC         | 35   | 18            |
| 2.  |      | François Ledent         | R. Standard CL          | 25   | 23            |
| 3.  |      | Guillaume Ulens         | R. Antwerp FC           | 22   | 26            |
| 4.  |      | Pierre Mertens          | R. Beerschot AC         | 21   | 25            |
| 5.  |      | Julien Lammens          | ARA La Gantoise         | 20   | 24            |
| 6.  |      | Gérard Devos            | R. CS Brugeois          | 18   | 21            |
| =.  |      | Ferdinand Adams         | SC Anderlechtois        | 18   | 21            |
| =.  |      | René Ledent             | R. Standard CL          | 18   | 25            |
| 9.  |      | Raymond Desmedt         | Daring CB               | 17   | 25            |
| =.  |      | Jan Diddens             | RC de Malines           | 17   | 25            |
| 11. |      | Léon De Coninck         | ARA La Gantoise         | 16   | 25            |
| 12. |      | Lucien Fabry            | R. Standard CL          | 15   | 26            |
| =.  |      | Jacques Moeschal        | R. Racing CB            | 15   | 25            |
| 14. |      | Jean Van Rinsveld       | SC Anderlechtois        | 14   | 21            |
| =.  |      | Arthur Van der Cruyssen | R. RC de Gand           | 14   | 23            |
| =.  |      | Jean Jodart             | R. Racing CB            | 14   | 24            |
| 17. |      | Louis Versyp            | R. FC Brueois           | 13   | 26            |
| 18. |      | Fernand Wertz           | R. Antwerp FC           | 12   | 23            |
| =.  |      | Georges Mertens         | Union Saint-Gilloise SR | 12   | 24            |
| =.  |      | Robert Heyse            | R. RC de Gand           | 12   | 24            |
| 21. |      | Victor Frankignoulle    | Union Saint-Gilloise SR | 11   | 20            |
| =.  |      | Arthur Ruysschaert      | R. RC de Gand           | 11   | 22            |
| =.  |      | Michel Vanderbauwhede   | R. CS Brugeois          | 11   | 24            |
| =.  |      | Léon Vandevoorde        | R. FC Brueois           | 11   | 25            |
| =.  |      | Henri Van Poucke        | R. CS Brugeois          | 11   | 26            |
| 26. |      | Bernard Voorhoof        | Liersche SK             | 10   | 20            |
| =.  |      | Frans Vanden Ouden      | Berchem Sport           | 10   | 22            |
| =.  |      | Guillaume Mossoux       | RC de Malines           | 10   | 23            |
| =.  |      | Georges De Spae         | ARA La Gantoise         | 10   | 25            |

## Récapitulatif de la saison
- Champion : R. Beerschot AC (5e titre)
- Troisième équipe à remporter cinq titres
- Cinquième titre pour la province d'Anvers

| Région flamande (9)             | Région flamande (9) | Province de Brabant (4)      | Province de Brabant (4) | Région wallonne (1)    | Région wallonne (1) |
| ------------------------------- | ------------------- | ---------------------------- | ----------------------- | ---------------------- | ------------------- |
| Province d'Anvers               | 5                   | Région de Bruxelles-Capitale | 4                       | Province de Hainaut    | 0                   |
| Province de Flandre-Occidentale | 2                   | Province du Brabant flamand  | 0                       | Province de Liège      | 1                   |
| Province de Flandre-Orientale   | 2                   | Province du Brabant wallon   | 0                       | Province de Luxembourg | 0                   |
| Province de Limbourg            | 0                   |                              |                         | Province de Namur      | 0                   |

1. ↑  Au niveau footballistique, la province de Brabant est toujours unitaire malgré sa partition territoriale en 1995.

### Admission et relégation
Le SC Anderlechtois, qui venait de remonter, et le R. FC Brugeois sont relégués. 
Le Club Brugeois est ainsi le troisième ancien champion de Belgique à être relégué de la plus haute division, après le Football Club Liégeois et le Racing CB.
Du deuxième niveau, le FC Malinois et le R. Tilleur FC gagnent le droit de remonter dans la plus haute division.

### Débuts en Division d'Honneur
Un club fait ses débuts dans la plus haute division belge. Il est le 32e club différent à y apparaître.
- Le Liersche SK est le 6e club de la province d'Anvers à évoluer dans la plus haute division belge.

### Bilan de la saison
| Championnat de Belgique de football 1927-1928 |                            |
| Champion                                      | R. Beerschot AC (5e titre) |
| Dauphin                                       | R. Standard CL             |
| Promotions et relégations                     |                            |
| Promus en Division d'Honneur                  | FC Malinois                |
| Promus en Division d'Honneur                  | R. Tilleur FC              |
| Relégués en Division 1                        | R. FC Brugeois             |
| Relégués en Division 1                        | SC Anderlechtois           |